# Giuseppe Ciarrapico
Giuseppe Ciarrapico (Roma, 28 gennaio 1934 – Roma, 14 aprile 2019) è stato un imprenditore, politico e editore italiano.
Soprannominato er Ciarra dai suoi concittadini romani, fu senatore del Popolo della Libertà dal 2008 al 2013, gestore delle terme di Fiuggi e, dal 1991 al 1993, presidente della A.S. Roma.

## Biografia
Nacque e crebbe a Roma, ma la famiglia proveniva da un piccolo paese, Bomba, in provincia di Chieti, dove il nonno costruì un cementificio. In gioventù fu un simpatizzante neofascista, per poi successivamente avvicinarsi alla corrente andreottiana della Democrazia Cristiana, rimanendo contemporaneamente amico sia di Giulio Andreotti, sia del segretario missino Giorgio Almirante.
Continuò comunque a stampare i manifesti dell'MSI nella sua azienda tipografica di Cassino e l'organo ufficiale del partito, il quotidiano Secolo d'Italia. 

### Editore
La stessa azienda stampò libri e fascicoli sulla storia, le armi e forze armate del fascismo (ed in particolare della Repubblica Sociale Italiana); ripropose anche «Signal», la rivista illustrata destinata alla Wehrmacht. Ottenne la collaborazione di intellettuali della destra, come il giornalista e agente segreto Guido Giannettini. Nell'ambito della sua vicinanza ai movimenti di destra può essere vista anche la partecipazione nel 2001 al funerale di Massimo Morsello, uno dei fondatori di Forza Nuova. 
Negli anni '80 Ciarrapico rilevò le edizioni del Borghese con i tipi della «Ciarrapico Editore»; seguì l'acquisizione del catalogo delle edizioni Volpe dopo la scomparsa di Giovanni, avvenuta nel 1984. Come direttore editoriale chiamò Marcello Veneziani, che curò la pubblicazione di autori di qualità. Tra essi:
il premio Nobel Knut Hamsun, Robert Brasillach, Pierre Drieu La Rochelle e Oswald Spengler. Ciarrapico ripubblicò anche la rivista «Intervento», fondata nel 1972 da Giovanni Volpe.

Ciarrapico possedeva diversi quotidiani locali, tra i quali Ciociaria Oggi, Latina Oggi, Oggi Sicilia e Nuovo Molise Oggi (mentre, tra gli altri, si annoverano anche Nuovo Oggi Castelli, Nuovo Oggi Guidonia e Nuovo Viterbo Oggi), che fanno capo a due società editoriali: Nuovo Oggi srl, ed Editoriale Oggi srl. Quest'ultima (editrice di Latina Oggi, Ciociaria Oggi e Cassino Oggi) in grave crisi, il 5 giugno 2012 è stata ceduta all'imprenditore Armando Palombo.

### Lodo Mondadori
Tra le sue "operazioni" più note vi fu anche il suo intervento, sollecitato da Carlo Caracciolo, di cui era amico, nella soluzione del Lodo Mondadori, nel quale fece da intermediario tra Silvio Berlusconi e Carlo De Benedetti.
In quegli anni facevano parte del suo "impero" anche la società di acque minerali Recoaro, diverse cliniche romane, di cui la più nota era "Villa Stuart", la compagnia di aerotaxi "Air Capitol", la casa editrice Fratelli Vallardi e la Casina Valadier, noto ristorante di Roma, tutte raccolte sotto la holding capogruppo Italfin '80, successivamente fallita dopo spregiudicate operazioni che lo portarono a fondere la holding con una società quotata, la "Terme di Bognanco".

### Presidente dellaRoma
Nel frattempo l'imprenditore portò a termine una delle operazioni per le quali è più ricordato: l'acquisto della AS Roma, conclusosi nell'aprile del 1991. Ciarrapico dovette però lasciare la presidenza della squadra nel 1993, a causa della denuncia e dell'arresto per bancarotta fraudolenta.

### Altre attività imprenditoriali
Negli anni ottanta divenne presidente delle terme di Fiuggi. Da ciò derivò il soprannome "Re delle acque minerali", essendo proprietario delle grandi terme. Organizzò in quegli anni il Premio Fiuggi, un premio internazionale che vide la presenza del presidente sovietico Michail Gorbačëv, al tempo protagonista della perestrojka.
Alla fine degli anni novanta Ciarrapico era sbarcato in Sicilia, con il quotidiano Oggi Sicilia, ma l'esperienza è durata solo tre anni, con la chiusura del giornale. La sua ingerenza nei confronti dei direttori dei giornali di sua proprietà è pressante, e spesso è entrato in rottura con loro, portandoli alle dimissioni: gli ultimi casi sono stati quelli di Angelo Perfetti che nel 2006 si è dimesso dalla direzione di nove giornali del gruppo e nel 2007 di Gianni Tomeo, che ne aveva preso il posto.
Ciarrapico - attraverso una complessa catena societaria - possedeva la partecipazione di controllo del gruppo Eurosanità, avente tra i soci di minoranza l'imprenditore Carlo Caracciolo e la famiglia Miraglia, che gestisce fra l'altro tre cliniche private a Roma (tra le quali il Policlinico Casilino), due strutture di ricovero per anziani a Fiuggi, due società di catering, tre società finanziarie, il "Bar Rosati" di Roma.
Ha due figli, Tullio - oggi direttore generale del Gruppo Eurosanità, (facente capo allo stesso Ciarrapico, a Carlo Caracciolo e alla famiglia Miraglia) - e Micaela, che per alcuni anni ha diretto la casa di cura Quisisana.

### Attività politica
Alle elezioni regionali nel Lazio del 2005 ha sostenuto la ricandidatura di Francesco Storace alla presidenza della Regione Lazio.
Alle elezioni politiche del 2008, Ciarrapico si è candidato nel Lazio al Senato della Repubblica con Il Popolo della Libertà, su richiesta di Berlusconi e nonostante il parere contrario di Alleanza Nazionale. Durante la campagna elettorale ha suscitato polemiche anche a livello europeo una intervista in cui ha affermato di non aver mai rinnegato il fascismo. Ciarrapico è stato poi eletto. È stato componente della commissione industria, commercio e turismo e vicepresidente della commissione dal 2011 al 2013.
Non si è ricandidato nel febbraio 2013.

### Ultimi anni e morte
Nel 2015 il Senato gli sospende il vitalizio parlamentare a causa delle condanne penali. Muore la mattina del 14 aprile 2019 alla clinica Quisisana di Roma, di cui era anche il proprietario, ad 85 anni dopo una lunga malattia.

## Vicende giudiziarie
Ciarrapico è stato condannato nel 1974 dal pretore di Cassino, che gli infligge una multa di 623.500 lire per aver violato per quattro volte la legge a tutela del lavoro minorile (legge 17 ottobre 1967, n. 977) sentenza confermata in Cassazione.

### Casina Valadier
Condannato per ricettazione fallimentare a quattro anni e mezzo di reclusione, ridotti nel 1999 in Cassazione a 3 anni, per gli sviluppi della vicenda «Casina Valadier», crac da 70 miliardi della società, inglobata irregolarmente da Ciarrapico nella sua "Italfin '80".

### Arresto per lo scandalo Safim
Inquisito anche per lo scandalo della Safim-Italsanità, il 18 marzo 1993 viene spiccato nei suoi confronti un mandato di custodia cautelare: entra a Regina Coeli il 21 marzo, insieme a Mauro Leone, figlio dell'ex Presidente della Repubblica Giovanni Leone, e dirigente dell'AS Roma con la gestione Ciarrapico. I due vengono ricoverati nell'infermeria del carcere, mentre la società sportiva sprofonda nel caos. Il 24 aprile dello stesso anno a Ciarrapico vengono concessi gli arresti domiciliari.

### Finanziamento illecito ai partiti
L'11 maggio viene revocato il mandato di custodia cautelare ma la libertà è breve perché Ciarrapico è di nuovo arrestato e trasferito a Milano, con l'accusa di finanziamento illecito ai partiti. Nel 2000, dopo sette anni, Ciarrapico viene condannato in via definitiva, tuttavia, in ragione della sua età, viene affidato ai servizi sociali.

### Crack dell'Ambrosiano
Nel 1996 viene condannato per bancarotta fraudolenta, nel processo relativo al crack del Banco Ambrosiano di Roberto Calvi, in primo grado a 5 anni e mezzo di reclusione, ridotti in appello a 4 anni e mezzo. Successivamente gli sono stati condonati 4 anni, ed è stato condannato a scontare gli ultimi 6 mesi in detenzione domiciliare per motivi di salute. La condanna è stata confermata dalla Cassazione nel 1998.

### Stalking a mezzo stampa
A marzo 2010 la procura di Cassino chiede per Ciarrapico il rinvio a giudizio con l'accusa di "stalking a mezzo stampa" che sarebbe stato attuato dal senatore ed editore tramite il quotidiano di sua proprietà Nuovo Molise Oggi, con articoli e vignette, pubblicate quasi giornalmente e contenenti insulti, accuse e allusioni a sfondo sessuale rivolti alla giornalista Manuela Petescia, direttrice dell'emittente Telemolise e moglie di un altro senatore PdL, Ulisse Di Giacomo; con la giornalista avrebbe avuto in precedenza dei contrasti. Della vicenda, per l'unicità del reato ipotizzato, hanno mostrato interesse alcuni ricercatori dell'Università di Cambridge.

### Condanne per truffa editoriale
A maggio 2010 la Guardia di Finanza gli sequestra immobili, quote societarie e conti correnti nell'ambito di un'inchiesta della Procura di Roma, in cui Ciarrapico è accusato di truffa aggravata per il conseguimento di erogazioni pubbliche. Le due imprese editoriali controllate da lui tramite suo figlio e prestanome avrebbero percepito illecitamente circa 20 milioni di euro di contributi tra il 2002 e il 2007. Secondo gli inquirenti avrebbe in dieci anni creato 90 società con le provvidenze per l'editoria.
Il 19 luglio 2011 la Corte dei Conti chiede il suo interrogatorio. Secondo la magistratura contabile sarebbero 45 milioni di euro di contributi pubblici per l'editoria indebitamente percepiti attraverso una truffa ai danni della Presidenza del Consiglio dei ministri.
Nel gennaio 2012 il Giudice dell'udienza preliminare del Tribunale di Roma lo rinvia a giudizio insieme ad altre 11 persone, tra cui il figlio Tullio. I reati contestati sono quelli di truffa aggravata ai danni dello Stato, favoreggiamento, violazione della disciplina della responsabilità amministrativa delle società, dichiarazione fraudolenta mediante uso di fatture o altri documenti per operazioni inesistenti.
Nel 2015 viene condannato in via definitiva a tre anni per truffa per avere ottenuto indebitamente dal dipartimento editoria della presidenza del Consiglio circa 20 milioni di euro di sovvenzione per la sua catena editoriale.
Nel dicembre di quell'anno subisce un'altra condanna: il Tribunale di Roma gli ha inflitto la pena di 5 anni di reclusione per bancarotta fraudolenta. L'imputazione si riferisce al dissesto della società "Editoriale Ciociaria Oggi", di cui Ciarrapico era proprietario.

## Controversie

### Antisemitismo
Il 30 settembre 2010, nel corso del dibattito in Senato sulla fiducia al governo Berlusconi, pronuncia nei confronti di Gianfranco Fini, leader di Futuro e Libertà, la seguente frase:"i finiani hanno già ordinato le kippah? Chi ha tradito una volta tradisce sempre".
La frase di Ciarrapico suscita forti polemiche tra i partiti e la reazione sdegnata della comunità ebraica italiana. Daniele Nahum, vicepresidente della comunità ebraica di Milano, chiede al capogruppo del PdL in Senato Maurizio Gasparri l'espulsione di Ciarrapico. Il 4 ottobre 2010 Ciarrapico chiede ufficialmente scusa alla comunità ebraica per le frasi pronunciate al Senato. In una lettera a Gattegna dichiara:"la contestata espressione da me utilizzata, lungi dal voler arrecare offesa all'ebraismo e agli ebrei, e men che meno alla tragica memoria dell'Olocausto, era finalizzata esclusivamente a sottolineare una delle tante contraddizioni che hanno contrassegnato la parabola politica di Gianfranco Fini (...). Non intendo indugiare più a lungo nel porgerle le mie più sentite scuse".
Il presidente del Senato Renato Schifani chiama il presidente delle comunità ebraiche dichiarando che le frasi di Ciarrapico "sono parole inaccettabili".

### Polemica sui gay
A febbraio 2012, durante la trasmissione La Zanzara in onda su Radio 24, dichiara: "Due gay che si baciano mi fanno schifo. Durante il fascismo venivano mandati a Carbonia, scavavano e stavano benissimo. Oggi non vale nemmeno la pena mandarceli". Arrivano immediate le reazioni da parte della comunità LGBT e del mondo politico, con parole di condanna espresse nel suo stesso partito dalla parlamentare Mara Carfagna e dal portavoce del PdL Daniele Capezzone.